# Burundi vid världsmästerskapen i friidrott 2023
Burundi tävlade vid världsmästerskapen i friidrott 2023 i Budapest i Ungern mellan den 19 och 27 augusti 2023.

## Resultat
Burundis trupp bestod av sex idrottare.

### Herrar
Gång- och löpgrenar
| Idrottare              | Gren         | Försöksheat | Försöksheat | Final            | Final            |
| Idrottare              | Gren         | Resultat    | Placering   | Resultat         | Placering        |
| ---------------------- | ------------ | ----------- | ----------- | ---------------- | ---------------- |
| Rodrigue Kwizera       | 5 000 meter  | 13.35,81    | 10          | Gick inte vidare | Gick inte vidare |
| Rodrigue Kwizera       | 10 000 meter | —           | —           | 28.00,29 0SB0    | 7                |
| Egide Ntakarutimana    | 5 000 meter  | 13.37,53    | 21          | Gick inte vidare | Gick inte vidare |
| Olivier Irabaruta      | Maraton      | —           | —           | 0DNF0            | 0DNF0            |
| Onesphore Nzikwinkunda | Maraton      | —           | —           | 2:18.27          | 43               |

### Damer
Gång- och löpgrenar
| Idrottare            | Gren        | Försöksheat | Försöksheat | Final            | Final            |
| Idrottare            | Gren        | Resultat    | Placering   | Resultat         | Placering        |
| -------------------- | ----------- | ----------- | ----------- | ---------------- | ---------------- |
| Francine Niyomukunzi | 5 000 meter | 15.05,24    | 9           | Gick inte vidare | Gick inte vidare |
| Cavaline Nahimana    | Maraton     | —           | —           | 0DNF0            | 0DNF0            |